# 谢月镜
谢月镜（？—？），陈郡阳夏县（今河南省周口市太康县）人，谢重的女儿，谢绚、谢瞻、谢皭、谢遁的姐妹，嫁给了王恭的儿子王愔之。
谢重与亲家王恭互相亲爱友好。谢重做太傅司马道子的长史时遭到弹劾；王恭就让谢重作自己的长史，并兼仁晋陵郡太守。此时司马道子已经和王恭结仇，不想让王恭得到谢重，就又任命谢重作咨议，表面上笼络谢重，实际以此来离间他们的关系。等王恭谋反失败后，司马道子围绕东府城行走以散发五石散的药性，下属们都在南门等着拜见他。这时司马道子对谢重说：“王恭谋反，有人说是你出的计策。”谢重毫无惧色，收起笏板答道：“乐广曾经说：‘怎么能用五个儿子去换一个女儿？'”司马道子认为谢重说得好，就举杯向他劝酒说：“实在妙，实在妙。”